# Hållsta (gmina Gnesta)
Hållsta – miejscowość (tätort) w Szwecji, w regionie administracyjnym (län) Södermanland, w gminie Gnesta.
Według danych Szwedzkiego Urzędu Statystycznego liczba ludności wyniosła: 205 (31 grudnia 2018) i 200 (31 grudnia 2019).